# 进步联邦党 (南非)
进步联邦党是南非的一个政党。1977年由进步党和改革党合并而成，最终命名为进步联邦党。1977年至1989年期间是议会中反对种族隔离制度的主要反对力量，而其又主张通过制定联邦宪法达成权力下方。1977年到1987年，它是南非官方的反对党。